# Coryanthes dasilvae
Coryanthes dasilvae är en orkidéart som beskrevs av Fábio de Barros. Coryanthes dasilvae ingår i släktet Coryanthes, och familjen orkidéer. Inga underarter finns listade i Catalogue of Life.